# Château de Looze
Le château de Looze est un château situé à Looze, en France.

## Localisation
Le château est situé dans le département français de l'Yonne, sur la commune de Looze.

## Description
L'édifice est inscrit au titre des monuments historiques en 1963.

## Historique
L'édifice est inscrit au titre des monuments historiques en 1963.